# Puente romano de Villaverde
El Puente romano de Villaverde es un puente de época romana datado en el siglo I d.C. sobre el arroyo de Guazalete en la Dehesa de Villaverde, término municipal de Orgaz —en el límite con el de Villaminaya—, provincia de Toledo, Castilla-La Mancha, España. Consta de un único arco de medio punto construido en sillería y mampostería granítica, y formaba parte de la antigua cañada real de Sevilla.

## Historia
El puente fue levantado a comienzos del siglo I d.C. por el Imperio romano para salvar el arroyo Guazalete —denominado en este tramo como arroyo de la Dehesa de Villaverde— y dar continuidad a la calzada que unía las colonias de Toledo y Córdoba en la provincia de Hispania Tarraconensis. Construido en sillería granulítica para el arco y mampostería rellenada con hormigón romano en los muros laterales, disponía de un único vano de medio punto y pavimento de losas graníticas.
A lo largo del Medievo y la Edad Moderna permaneció en uso para el tránsito, si bien no formó parte de las vías principales del Reino de Toledo. En el “Inventario de puentes de la provincia de Toledo” (1842) se documenta con un arco de 5,40 m de luz y 3,50 m de ancho, señalándose el desgaste de pretiles y mampostería.
El desvío parcial del arroyo con la construcción del embalse de Valdecabras en 1965 dejó el puente en un entorno de menor caudal y accesos alterados, lo que aceleró su deterioro.
En 2003, el Ayuntamiento de Villaminaya —que gestiona el tramo— llevó a cabo trabajos de consolidación: se recuperaron fragmentos del pavimento original, se retiraron añadidos de mortero moderno y se reforzó la bóveda de medio punto respetando la tipología romana.

## Arquitectura
El puente presenta un único vano de medio punto con una luz de 5,40 m y un peralte de 3,50 m, sustentado por un arco de sillería de granito de grandes dovelas uniformes. Los estribos y muros laterales se construyeron en mampostería de mampuestos graníticos unidos con mortero hidráulico romano.
Sobre los estribos aguas arriba se levantan dos tajamares triangulares que reducen la presión del flujo en crecidas; aguas abajo se disponen tajamares de menor tamaño con igual función.
El tablero original se apoyaba directamente sobre el intradós del arco y estaba formado por losas graníticas colocadas en seco; actualmente se conservan fragmentos agrupados en el centro del puente.
Los pretiles, construidos con sillares de sección rectangular, presentan una altura media de 0,80 m y una anchura de 0,30 m; en las restauraciones modernas se ha repuesto su coronación respetando la sección original.
Las juntas entre dovelas y sillares muestran un encaje preciso, con espesor de mortero inferior a 1 cm, indicativo de taller especializado y control de calidad en obra. En la base del intradós se observa un empedrado de cantos rodados para protección frente a la erosión.